# Model-in-the-loop
Con Model-in-the-loop (MIL) si indicano le tecniche di verifica (testing) di unità di controllo elettronico (ad esempio le centraline delle automobili) che sono ancora in fase di sviluppo e quindi disponibili in parte emulate da appositi modelli ed in parte realizzate su hw specifici. Questi sistemi sono a loro volta connessi per il test a modelli virtuali del resto del sistema per consentirne il pieno funzionamento.